# Ясенок (Калузька область)
Ясенок (рос. Ясенок) — село в Думіницькому районі Калузької області Російської Федерації.
Населення становить 42 особи. Входить до складу муніципального утворення Присілок Високе.

## Історія
Від 2004 року входить до складу муніципального утворення Присілок Високе.

## Населення
| 2002 | 2010 |
| ---- | ---- |
| 59   | ↘42  |